# Elektriska Installatörsorganisationen
Elektriska Installatörsorganisationen EIO var en bransch- och arbetsgivarorganisation för el- och teleteknikföretag i Sverige. I januari 2016 bildade EIO ihop med VVS-företagen servicebolaget Installatörsföretagen. Från och med 1 januari 2018 slogs även föreningarna samman och bildade föreningen Installatörsföretagen.  
EIO tecknade kollektivavtal mot ett flertal olika fackförbund: SEF, Unionen, Sveriges ingenjörer, SEKO, Handels och Ledarna.
Precis som EIO var, är nu Installatörsföretagen en del av Svenskt Näringsliv. 

## Historia
Den 14 december 1905 bildades "Svenska Elektriska Arbetsgifvareföreningen" (EA). Året därefter så bildades riksföreningen "EA". Femtio år senare tillkom branschföreningen Elektriska Installatörsföreningen EIO som 1997 gick samman med "EA" och blev det som EIO är idag.